# Piezotettix
Piezotettix is een geslacht van rechtvleugeligen uit de familie doornsprinkhanen (Tetrigidae). De wetenschappelijke naam van dit geslacht is voor het eerst geldig gepubliceerd in 1887 door Bolívar.

## Soorten
Het geslacht Piezotettix omvat de volgende soorten:
- Piezotettix cultratus Stål, 1877
- Piezotettix truncatus Hancock, 1909